# FarmVille
A FarmVille egy valós idejű, stratégiai farmszimulációs internetes online játék, melyet a kaliforniai Zynga cég készített, és amely a Facebook közösségi oldalon, egy alkalmazás révén érhető el és játszható. A játékban a bejelentkezett és a játékra feliratkozott Facebook tagok gondozhatják a farmjukat ami növénytermesztésben, termény-betakarításban, haszonállatok tartásában, termékek előállításában, gyűjtögetésben, és állattenyésztésben nyilvánul meg.
2009. júniusi indulása óta ez a játék lett a Facebook legnépszerűbb alkalmazása. A 2009-es év végéig több mint százmillió (ebből 72 millió aktív) játékost szerzett. A játék ezután konstans állapotot tartott fenn egészen 2010 végéig amikor a játékosszám fogyásnak indult. 2011. március 31-ig a játékosok száma 83 millióig csökkent (ezekből 39 millió aktív taggal).
A Zynga ezt a tendenciát a játék annak játékosai számára unalmassá, megszokottá válásának tudta be, ezért számos új funkcióval bővítették ki azt, illetve az English Countryside spinoff-ban bevezették a több népszerű játékukból is ismert küldetés alapú játékmenetet. Ezzel együtt viszont bevezettek egy új, a régi rendszernél anyagiasabb üzleti modellt is, mely a játékosok közt visszatetszést váltott ki, így az össz- és az aktív játékosszám 2011 második és harmadik negyedévében várhatóan tovább fog csökkenni.
Mivel az Adobe 2020. december 31. után már nem támogatta tovább a Flasht, biztonsági okokból ugyanekkor a Zynga is megszüntette a FarmVille-t.

## A játék menete
A játék alapvetően lineáris játékmenettel bír, de szabadon, saját igényeiknek, képességeinknek megfelelően haladhatunk vele, az alapjátékban nincsenek kötelezően meghatározott célok, vagy végcélok (a spinoff más elven, küldetés alapon működik).
A regisztrációt követően a játékos kap egy személyre szabható figurát (avatart), aki a játékban megszemélyesíti őt (vagy a beosztottját). Kap továbbá egy 12 x 12 egységnyi (valójában 12,5 x 12,5 parcella méretű) földet, amiből kezdéskor hat már be van szántva, négyen a haszonnövények már fejlődésben vannak, a maradék kettőn pedig beérett a termés (padlizsán és eper), és betakarításra kész.
A játék alapfelállásban gazdasági alapon, egy egyszerűsített piacra épül, ahol különböző cikkeket lehet vásárolni: vetőmagokat, gyümölcsfákat, haszonállatokat, épületeket, dekorációs tárgyakat, haszonjárműveket, valamint további földterületet pénzérmékért. A piacra nem érvényes a kereslet kínálati törvény, a piac mint univerzális felvásárló van jelen, bármit bármilyen mennyiségben lehet ültetni, termelni, mindig mindenre van vevő.
A Farm alapvető fizetőegysége a Farmville érme (FV Coin), amelynek mennyisége a termény értékesítésével növekszik, és amely az alapjátékhoz szolgáltat anyagi forrást. Ezen felül van az úgynevezett „Farmville dollár” (FV Cash), melyet a játékos a játékszinteken felfelé haladva automatikusan +1 szint / +1 Farmville dollár árfolyamon kap. A Zynga 2010 végétől kezdve sok bejelentést kapott, mert kiderült, a 90. szint felett nem "jár" több Farmville dollár a szintlépésért (később a játékosok nyomására ez a hiba is orvoslásra került).
A játékosok érmét és dollárt is vásárolhatnak a Zyngától (többféle bankkártyás és/vagy online tranzakcióval), illetve további "ingyenes" Farmville dollárokat kaphat, amennyiben valamelyik szponzort egy adott módon támogat.
A játék során a játékos az esetek többségében érmékért megvásárolható haszonnövényeket ültet, amelyek az idő függvényében fejlődnek és hoznak termést. Ezen termés learatásával a játékos (előre meghatározott mértékű) hasznot szerezhet, melyet idővel visszaforgathat a termelésbe. Ezeken már nem csak növényeket, hanem állatokat, gyümölcsfákat, dekoratív tárgyakat, épületeket vásárolhat a piacon. Az alap játékmenet másik lényeges elemét a tapasztalatpontok (XP – Experiece Points) képezik. Ezek megszerzése a termékek vásárlásával, gazdálkodással (szántás, vetés, aratás), illetve az állatok és fák terményeinek betakarításával történik. Később lehetővé vált termékek készítése is, melyek további XP szerzési lehetőséggé léptek elő, épp úgy ahogy a termények, fák és termékek nemesítésével (Mastering), illetve a gyűjtemények, és elnyert szalagok megszerzésével is történt. A későbbi játékmenetben a teljesített kihívások is XP pontokat értek.
Ezen tapasztalatpontok gyűjtésével a játékos újabb szintekre jut, így új típusú cikkeket vásárolhat a piacon.
Minden földegység 15 érméért szántható be, a vetés ára viszont a vetőmag típusától függően változó (10-950/parcella) lehet. Ugyancsak a vetőmag típusától függ a növények növekedésének ideje, így azok 2 óra és 4 nap közötti idő alatt hoznak termést. Minden terményt meghatározott áron lehet értékesíteni, például az eper 35, a tök 68 érmét ér, és így tovább. Ha a termés nem kerül betakarításra a beéréstől számított egységnyi (a növekedési idővel megegyező) időn belül, akkor a növény elszárad (wither) és nem hoz hasznot. Ekkor a növény már nem ér sem érmét, sem XP pontot – a területet már csak beszántani lehet.
Példa: a tök 8 óra alatt fejlődik ki és hoz termést. Amennyiben a tökmag vetését követően 16 órán belül nem aratják le, a növény elszárad és elhal. A száradáshoz még egyszer annyi idő kell mint az éréshez, így a tök esetében ahol nyolc óra az érés, és újabb nyolc óra a "türelmi idő", a 16. órát követően ismét 8 órára van szükség ahhoz, hogy a teljes telepített növénymennyiség leszáradjon.
Az „alap” farm 144 földegységre osztható fel, amennyiben az egészet beültetjük, erre azonban ritkán kerül sor, mert egy farmon többnyire nemcsak ágyások vannak, hanem terület az állatoknak, a fáknak, az épületeknek, az eszközöknek, a dekorációs tárgyaknak, stb. is. Időről időre növelhető a farm területe, maximum 30 x 30 parcellára, melyekhez a normál farmon meghatározott mennyiségű szomszéd, míg az angol farmon megfelelő mennyiségű területfelderítési engedély kell. Jelenleg a "hazai" farmon a 30 x 30 egység méretű (míg az angol farmon a 26 x 26, a 28 x 28 és a 30 x 30 méretű bővítés is) csak Farmville dollárért elérhető.

### Farmville: English Countryside (spinoff)
A Zynga 2011 tavaszán jelentette be az English Countryside spinoffot a programhoz. Ez a hagyományos Farmville elemit ötvözte a Zynga egyik szintén népszerű játékának a Frontierville-nek legfontosabb elemével a küldetés (Quest) alapú játékmenettel. Az English Countryside, ahogy neve is mutatja, az angol vidéken játszódik.
Ahhoz, hogy a játékosok ezen a területen is földet szerezhessenek, a "hazai" farmjukon (Home Farm) számos a Frointierville-hez hasonló "gyűjtögetős – termelős – vásárlós" küldetést kellett végrehajtaniuk. Amint ezzel végeztek, egy léghajó (és egy dedikált gomb segítségével) a játékosok válthattak farmjaik között, ahol újabb küldetéssorozat várta azokat. Cserébe több új növényt, épületet és állatot adtak a meglévő elemekhez, melyek egy része mindkettő farmon elérhető maradt, de többségében csak az egyik, vagy csak a másik farmon voltak megvásárolhatóak.
Az angol vidéken játszódó verzió csak az "anyafarm" megléte esetén használható, külön nem játszható. Az eredeti játéktól eltérően ennek a típusnak a hagyományos, kötetlen játékelemei mellett van egy meghatározott célú küldetéssorozata is, amely kezdetben az angol farm megismerést, később az új funkciók bevezetését hivatott elősegíteni.
Ez idő tájt rengeteg kritika érte a Zyngát, ugyanis a játék kódjából "kifelejtették" azt a kódot, ami lehetővé tette volna a párhuzamos farmozást. Végül a játékosok nyomására a játék készítői kiegészítették a kódot, így lehetővé vált a virtuális gazdaságok párhuzamos művelése is.
Számos játékos szintén kritikával illette a céget annak új játékstratégiája miatt is. Ugyanis sokan nehezményezték a nagyszámú és hosszú ideig tartó küldetést, melyekben a játékosok szerint "haszontalan", és "unalmas" tárgyakat kellett gyűjtögetni, ráadásul sokszor a megfelelő ellentételezés nélkül. Sok játékos szintén nehezményezte, hogy lehetővé tették a küldetések egyes elemeinek "átugrását", még annak ellenére is, hogy ezek költsége sokszor túl magasnak bizonyult a játékosok számára, így nyilván nem örvendett nagy sikernek.

### Szomszédok és ajándékozás
A Farmville – akárcsak a többi Zynga játék – a közösségi kapcsolatokra épít. A játékosok ismerőseiket is meghívhatják, hogy legyenek ők is Farmville felhasználók és egyben szomszédok.
A szomszédok "gyűjtéséért" jutalom jár a játékban – nemcsak érméket és több XP pontot kap a meghívó (a szomszéd telek időszakos meglátogatásáért és az azon való segítségnyújtásért), hanem legalább nyolc szomszéd összegyűjtésekor lehetőség van az első telekbővítésre is. Bizonyos ajándékokat (pl. fákat, állatokat, dekorációs és építési anyagokat) lehet küldeni mind a már játékban részt vevő szomszédoknak, mind pedig bármely Facebook-felhasználónak, aki esetleg még nem játszik. Ez utóbbiak többnyire zaklatásnak veszik az ilyen jellegű megkereséseket és jobb esetben csak a játékot tiltják le az üzenőfalukról.
A szomszéd telkének meglátogatásakor a játékos esetenként kártevőket találhat, vagy olyasmit, ami megzavarja a növények fejlődését (pl. gyom, falevelek). Amennyiben ilyenkor a játékos segít a szomszédjának, akár 20 érmét és 5 tapasztalati pontot is gyűjthet egy alkalommal. Segíteni naponta egyszer lehet. Minden további farmlátogatás és segítség 5 érmét és egy tapasztalati pontot ér. A segítség lehet például az avar eltakarítása, gyom kiirtása, vagy vadállatok (varjúk, rókák, mosómedvék, ürgék) elüldözése a szomszéd farmjáról.
A szomszéd földjének trágyázására is van lehetőség. Amennyiben a játékos meglátogatja valamely aktív szomszédjának a telkét, 5 csomag műtrágyát kap, amellyel betrágyázhat 5 egység bevetett földrészt. Hogy nyomon követhető legyen a trágyázott földterületek száma, amikor egy parcellát a játékos betrágyáz, az adott terület csillogni kezd és kiemelkedik a többi földterület közül. A későbbi programverziókban az adott játékos által trágyázott felület felett megjelent egy sárga kiemelés és az adott játékos avatárja, hogy a föld tulajdonosa megköszönhesse a baráti segítséget. A trágyázott termény betakarításkor plusz 1-1 tapasztalati pontot hoznak.

### Különféle elemek a farmon
Vetőmagok
Vetőmagokat lehet ültetni az előzetesen felszántott parcellákba. A különböző típusú vetőmagokból más-más idő alatt fejlődik ki a növény és érik be annak terménye. Amikor a termény beérik learatható lesz. A fákkal és állatokkal ellentétben a haszonnövények termését adott idő alatt be kell takarítani. Ez az idő általában megegyezik azzal, mint amennyi idő alatt a növény kifejlődött. Amennyiben a rendelkezésre álló idő alatt a termény betakarítása elmarad, a növény elszárad, és annak termése nem lesz eladható (így a játékos nem csak a hasznot, hanem az ültetés és a beszántás költségét is elbukja).
Fák
A fákat a piacon lehet vásárolni, ajándékként lehet küldeni és kapni, valamint magoncokból (seedling) lehet nyolc vizeskanna (watering can) segítségével növeszteni.
Minden fa egy meghatározott termést hoz, amit többnyire 2 és 5 nap közötti időtartam alatt lehet betakarítani. A vetőmaggal termesztett növényekkel ellentétben a fák termései korlátlan időn belül betakaríthatók. A fák bármikor tetszőlegesen mozgathatók, áthelyezhetők a telek különböző részeibe, vagy egy erre szakosított gyümölcsöskertbe (orchard). Ez is egy különbség a vetőmagos növényekkel szemben, melyeket nem (vagy a mozgató – move tool – segítségével csak részint lehet mozgatni).
Mint említettük a fák elhelyezhetőek a játékos által épített gyümölcsösben, így egyszerre szüretelhetőek. Egy-egy ilyen gyümölcsösben 20 fa fér el. Ezek a kertek aratáskor vagy vizeskannát, vagy facsemetét adnak, amit felnevelve egy 2. szintű fát kapunk. A gyümölcsösbe helyezett 1. és 2. szintű fák is 2. szintű facsemetét adnak.
A fák esetében gyakorolt a játékosok szerint a játékból a szórakozást "kiölő", túl üzleties magatartás miatt szintén sok vád éri a Zyngát, ugyanis ezen elemek túlnyomó többsége ma már csak Farmville dollárért elérhető (kivéve a 7 alap, illetve eleddig egyetlen limitált fát, a Mac&Cheese tree-t). A játékosok szerint további probléma az, hogy a Zynga hetente számos, olykor tucatnyi új fát tesz elérhetővé, ezzel költésre ösztönözve, és egyben ellehetetlenítve a kevésbé tehetős játékosokat. Egyes játékosokat szintén zavar, hogy számos új, limitált fa a természettő már régen elrugaszkodva kínál terményeket – példa erre a kristályékszert (Wedding, és Royal crystal tree), Ékköveket (Gem tree-k), Makarónit (Mac&Cheese), Nyakkendőt (Father tree), Szerencsesütit, Fagyit, Rágógumit, stb. "termelő" fák.
Állatok
Az állatokat vásárolni lehet a piacon, vagy ajándékként kapni. A legtöbb állattól bizonyos idő elteltével meghatározott terményt lehet begyűjteni, mint például tojást, tejet, vagy egyebeket. Az állatok szintén meghatározott 1 és 5 nap közötti ciklusban hoznak terményt, viszont cserébe (ahogy a fák is) megvásárlásuk, vagy megkapásuk után nem igényelnek plusz törődést, nem kerülnek pénzbe.
Bizonyos állatokat diszkréten, de tenyészteni is lehet. Ezek lehetnek automatikusak (lovak, tehenek), ilyenkor csak egy ablak bukkan fel, hogy egy csikó, vagy egy borjú látott napvilágot, illetve lehetnek kézzel irányítottak (birkák, sertések), amikor egy kos/kan és egy anyajuh/koca kiválasztásával lehet eredményt érni. A manuális tenyésztés normál esetben 24 órát vesz igénybe és 50% a hatékonysága. Eredményessége és időtartama feromonnal (love potion) fokozható és rövidíthető. Egy feromonnal: 12 óra, 60% esély; kettővel: 6 óra, 70%; hárommal: 3 óra, 80%; néggyel: 1 óra, 90%; míg öttel: azonnali, és 100%-ig biztos.
A fáknál feltűnt anyagias viselkedést a Zynga az állatok esetében is folytatja, így mára már a legtöbb limitált, vagy különleges állat csak Farmville dollárért elérhető. A játékosokat tovább dühítette az, amikor megjelentek a mintás állatok, ugyanis a cég ezek apa és anyaállatait egyrészt rendkívül magas áron (20 – 30 Farmville dollárért) kínálta, illetve szintén Farmville dollárért tették csak biztossá a minta öröklődését, melyre a készítők szerint 50-50% az esély (bár a játékosok kétlik, hogy a kezdeti 3:1 arányt bármikor megváltoztatták volna). Ezzel nagyjából egy időben jelent meg az a "hiba is" ami szerint a sertések esetében 2:1, míg a birkáknál 1:1 arányban lett sikertelen a tenyésztés. A Zynga emiatt (is) számos támadást kap.
Kóbor állatok
Időről időre kóbor állatok tűnnek fel a farmon. A játékos dönthet, hogy nem veszi tudomásul, vagy segít az állatnak. Ha a segítséget választja, akkor egy ablak segítségével hirdetést helyezhet ki a Facebook-üzenőfalán az „elveszett állatról”, így a barátok örökbe fogadhatják azt. Örökbefogadáskor a hirdetés feladója egy kis jutalmat is kap, bár a játék előrehaladtával ez egyre kevésbe releváns jelentőségű.
Épületek
Épületeket is lehet vásárolni a farmra. kezdetben a legtöbb épületnek nem volt különösebb funkciója, pusztán dekorációs célt szolgált és a játékos XP pontokat kapott a megvásárlásával. A játékmenet változásával viszont egyre hangsúlyosabb szerepet kaptak az épületek, így most már nem csak a kezdeti három, hanem számos épület rendelkezik saját funkcióval. A legrégebbi kettő a tyúkól, és a tehenészet (a harmadik a pajta, de az csak tárol, más funkciója nincs), már a kezdetek óta funkcióval bír. Az épületek egységesen egy nap alatt hoznak terményeket.
Tyúkól (chicken coop): Ez az épület értelemszerűen a tojások könnyebb begyűjtését segítette, és bónuszként különleges tojásokat (Mystery egg) adtak, melyeket meg lehetett osztani a szomszédokkal. A tyúkól alapból 20 tyúk elhelyezésére volt alkalmas, de ezt két, egyenként képlépcsős bővítés segítségével előbb 60 majd 100 tyúk befogadására tették alkalmassá. A bővítés felkérések útján történik. Három nap alatt összesen három alkalommal lehet az üzenőfalra üzenni, hogy 10 segítő kezet szerezhessen a delikvens a bővítéshez. Ebből az épületből a játékos mindkét farmjukon egyet tarthatnak, bár a kezdeti időszakban volt aki véletlen ajándékként egy másodikat is kapott.
Tehenészet (diary farm): A tyúkólhoz hasonló elven működik, alapból ez is 20 tehén befogadására alkalmas, viszont ezeket csak 40 állat befogadására lehet bővíteni két tízes lépcsőben. A fejlesztés hasonló módon működik, mint a tyúkólnál, de egy különbséggel. A játékosok szerint egy régi hiba okozza azt, hogy ezen épület esetében mindössze egy lehetőség áll rendelkezésre a kérés kiposztolására a három nap alatt. A tehenészetnek is van bónusz funkciója: amennyiben egy bikát is elhelyezünk az épületben, úgy az időnként ajándék borjúkat szolgáltat, melyeket (a tojásokhoz hasonlóan) a barátainknak ajánlhatunk fel. Ebből az épületből a játékosok mindkét farmjukra 5-5 darabot vehetnek.
Istálló (Horse stable): Az istálló szintén egy speciális épület, amely lovak és pónik tárolására alkalmas. Építése viszont a két alapépülettől eltérő módon nem egyszerű vásárlás. A játékos a piactéren 5000 érméért vehet egy alapot, melyet 50 építési anyag (10-10 patkó, hám, tégla, palló és szeg) segítségével lehet felépíteni, illetve négy lépésben húszról 40 ló befogadására alkalmassá tenni. Ennek fejlesztési "költségei" szintén számos játékos esetében problémát okoztak, ugyanis minden új, plusz öt ló helyét előteremtő fejlesztés ugyanúgy 50 építési anyagba került, mint egy új istálló építése. Viszont ahogy a tyúkól esetében, úgy itt is csak egyet lehet egy farmon felépíteni, ráadásul az angol farm istállója nem is bővíthető, így ideális esetben a két farmon összesen 60 ló helyezhető el. Bónusz lehetőséggel ez az épület is rendelkezik, a farmon feltűnő csődör (Wandering stallion) csikóval vagy bónusz érmékkel örvendezteti meg a játékosokat. Ez a feltűnő csődör csak egy éjszakára marad, másnapra eltűnik, és nem foglal helyet, így egy teli istállóba is befogadható. Cserébe persze nem tetten érhető, így nem értékesíthető, megtartható. Később lehetőség lett csődörök vásárlására és nyerésére is.
Állatnevelde (Nursery barn): Az istállóhoz hasonló módon építhető és fejleszthető épület, csak itt nem hámot és patkót, hanem takarót és cumisüveget kellett kérni az építéshez. Kezdetben a kapacitása 20 kisállat, ami két lépcsőben 50-50 elemmel 30 illetve 40 állatos kapacitásra növelhető. Az épület egyetlen funkciója a csikók és borjúk felnevelése, ami véletlenszerű, de ingyenes. Természetesen a kisállatok termékeit itt is egy kattintással lehet begyűjteni. Ennek az épületnek a használata az új lehetőségek miatt egyre inkább alábbhagy manapság.
Disznóól (pig pen):
Akol (sheep pen):
Kacsaúsztató (Duck pond): 15 pár ásóval (shovel set) és 30 vizeskannákkal (watering can) felépíthető alapból 20, de két lépcsőben előbb 30 majd 40 kacsás kapacitásra növelhető méretű "állattároló". Főként a kacsák és hattyúk befogadására szolgál, a többi madárfélét nem lehet ezen a helyen elhelyezni. Alapvető funkciója ennek is a tárolás, illetve az egy kattintással való begyűjtés, de ez is kínál egy bónusz funkciót: kiskacsát ad. A kiskacsák nevelése időhöz kötött, az öt alaptípusból (barna, sárga, fehér, kék és piros kiskacsák) időtől függően többféle felnőtt állat nevelhető. Itt a játékos gyorsasága a leglényegesebb, ugyanis a legkülönlegesebb felnőtt állatok 2-3 nap alatt elérhetetlenné válnak, márpedig ez idő alatt 10 segítő kezet szükséges szerezni a kisállatokhoz.
Gyümölcsöskert (orchard): Alapból 30 anyagból (10-10 tégla, palló és szeg) felépíthető, 20 fa tárolására szolgáló épület. Két típusa, a hazai és az angol csak küllemében tér el, funkcionálisan azonosak. Bővítése nem lehetséges. Alapvető, egy kattintásos begyűjtés funkciója mellett bónuszként véletlenszerűen, de általában 1:1 arányban vizeskannát, vagy facsemetét ad. A facsemete az adott kertben lévő fák típusától és szintjétől függ, de ritkán azoktól teljesen független új, speciális csemetéket is adhat.
Különlegessége, hogy a kertben lévő fák nemesítése nem csak a felbukkanó menüben, hanem itt is nyomon követhető.
Üvegház (greenhouse):
Pince (Cellar), pajták (barns), tárolók (tool sheds):
Kézműves műhelyek – pékség, borászat, fürdő, kocsma (craft buildings – bakery, vinery, spa, pub): A Zynga 2011 őszén mutatta be a kézműves műhelyek első három tagját, melyeket az English Countryside spinoff megjelenésével még eggyel, a kocsmával (pub) egészítettek ki. ezeket az épületeket felépítve, de alapkapacitással lehet megvásárolni a piactéren. Fejlesztésük nem elemekkel, hanem kézműves munkával (crafting) lehetséges. Az ötödik szint eléréséhez szintenként adott számú terméket kell elkészíteni, ezzel nyerve pontokat. Amennyiben az ember megfelelő mennyiségű terméket gyárt le, úgy szintet léphet adott összegű érméért.
Az épületek a gyártáshoz a gazdálkodás során kapott terménykosarakat (bushel) használják fel. Minden adott termékhez bizonyos típusú és mennyiségű terménykosár kell, ezek hiányában a terméket nem lehet elkészíteni. Terménykosarat nem csak gazdálkodva, hanem a többi szomszédtól is lehet szerezni, méghozzá oly módon, hogy meglátogatjuk azok piaci standját és vásárolunk tőlük. Egy szomszédtól egy nap csak három bushelt vásárolhatunk, és eleve sem garantált az, hogy valaki rendelkezik a számunkra szükséges alapanyagokkal. Ezekből az anyagokból a fejlettségi szinttől függően több, az adott épületnek megfelelő terméket állíthatunk elő (általában 6 óra alatt). Összességében a különböző épületek nagyjából azonos alapanyagokból, nagyjából azonos értékű termékeket állíthat elő, melyeket utána automatikusan eladásra kínálhat. A termékek készítése pénzt és XP pontot hoz a játékosnak, és az eladásból további érmékre, XP pontokra és üzemanyagra tehet szert.
A játékosok ebben az épületben szintén elérhetik a szomszédaik piaci standjait (bushelekért) és műhelyeit (kész termékekért). A kész termékek eladásával üzemanyagra lehet szert tenni. Ennek mennyisége számít az adott termék szintjétől. Jelenleg maximum 100. szintig növekszik a kapott üzemanyag mennyisége, amiért 325 parcellára (1 nagy kanna = 150 parcella) való üzemanyag kapható. A 100. szint felett ez a 325 parcellás érték állandósul.
Garázs (garage): Szintén harminc építőelemből (tégla, palló, szeg) felépíthető, a járművek tárolására használható épület. Segítségével valójában tényleg szinte csak területet nyerünk, de ezen felül még az ajándékba kapott vagy vásárolt gépalkatrészekkel (vehicle parts) fejleszthetjük is azokat. Alapvetően (pár speciális gép kivételével) minden gép egy 2 x 2 parcella méretű terület megművelésére alkalmas, melyeket típustól és a fejlesztés ütemétől függően adott számú alkatrészből fejleszthetők egy szintnyit. A lépések: 2 x 2 (alap), 2 x 3 (1. szint), 3 x 3 (2. szint), 3 x 4 (3. szint) és 4 x 4 (4. szint). Egyes nemrégiben kiadott és egyösszegű Farmville dolláros megvásárlási áron elérhető gépek ennél nagyobb 5 x 5 parcellányi földet is meg tudnak művelni egy kattintással.
Állateledel-tároló (feed trough):
Méhkas (Bee hive): Ennek az épületnek is a piactéren vásárolható az alapja, melyet füstülők, lépek és méhek segítségével lehet bővíteni. Ennek az épületnek a "terméke" az úgynevezett beporzott mag (pollinated seed), amely a trágyázott parcellákhoz hasonló módon plusz tapasztalati pontot és pénzösszeget ér a játékosok számára.
Műhely (Craftshop): Ez a legújabb Farmville fejlesztések egyike, egy épület, melynek funkciója az, hogy számos a farmon hasznos (például: építési anyagok, művelési segéderők), illetve több haszontalan termék előállítására képes. Az épületet 10 adag beton (concrete), 10 kalapács (hammer) és 10 tekercs spárga (spool of twine) segítségével lehet felépíteni, de fejlesztése nem ezekkel az anyagokkal, hanem 5 csavarhúzó (screwdriver), 5 forgópánt (hingle), és 5 alumíniumtekercs (tin sheet) segítségével történik.
Az épület felépítése után egy szabad stand van, amiben termékeke készíthetünk. Minden termékhez kétféle terménykosár (bushel), és egy speciális termékkosár (basket) típus szükségeltetik. Ezek többnyire 12 órán belül hoznak eredményt. A kezdeti időkben még sokkal több anyag és idő volt egy-egy ilyen termék előállítása, de a játékosok nyomására a Zynga megváltoztatta a gyártási metódust.
Siló (craft silo): Ez az épület felépítése után alapból 10 de kétszeri fejlesztés után 30 illetve 50 darab speciális termékkosarat (basket) tárolhat, melyek a műhelyben használhatók fel. Az épület 10 csavarhúzó (screwdriver), 10 forgópánt (hingle), és 10 alumíniumtekercs (tin sheet) segítségével építhető és fejleszthető. A kosarakat a fák és az állatok terményeinek begyűjtése során találhatjuk meg.
Vízimalom (water wheel): Szintén egy új fejlesztésű épület, melyet 30 anyagból építhetünk fel. A Zynga új játék-, és üzletpolitikájának megfelelően ehhez a épülethez szintén új anyagok (gear – fogaskerék, axle – tengely és kötél – rope szükséges. Az első szinten csak 12 (3 x 4) szükséges, a másodikon már 48 (3 x 16), míg a harmadikon már 90 (3 x 30). Az épület ennek megfelelően 1, 2 vagy 3 vizeskannát ad naponta.
Kereskedőház (trading post):
Piaci stand (market stall):
Virágosstand (garden shed): a játék egyik legrégebbi, és legkétségesebb értékű, jelenleg kikapcsolt/korlátozott építménye. Maga a stand a piactéren teljesformájában megvásárolható volt, és ahogy nevéből is adódik virágokkal "működik". Haszna azért kétséges, mert egyetlen funkciója a virágfélék leszedésekor talált "tökéletes csokrok" (perfect bunch) megosztására, de nem eladására szolgált. Így ha a játékos virágokat ültetett és azokat leszedte, talált valamennyi csokrot. Ezeket ebben a 30 (2010. 10. 14-e után 100) darabos kapacitású épületben lehetett megosztani, de mindössze 14 napig (utána a csokrok eltűntek). A legtöbb farmról mára már eltűntek ezek az épületek, mert a helyhiányra való tekintettel és a hasznos funkció híján tulajdonosaik eladták, eltárolták azokat.
Dekorációk
A legtöbb dekorációs tárgy kicsi és nincs különösebb funkciója, mint hogy mozgatható a farm különböző helyeire. Néhány tárgyat forgatni lehet. Időről időre kiadnak bizonyos "limitált" dekorációkat, melyeket csak egy meghatározott ideig lehet megvásárolni a piactéren. Ezen dekorációk kisebb, egyszerűbb (és kevésbé dekoratív) tagjai általában érmékért, míg nagyobb és dekoratívabb társaik Farmville dollárért elérhetők.
A dekorációknak van egy speciális típusa, melyek az épületekhez hasonlítanak. Ezen tárgyak általában valami ideiglenesen elérhető funkcióval rendelkeznek, a hozzájuk gyűjtött anyagok segítségével a játékosok bizonyos ajándékokra tehetnek szert. Egy pár ezen elemek közül (a teljesség igénye nélkül): golden pottery, leprechaun's cottage, haunted house, (dancing) snowman, sandcastle, valentine mailbox, christmas tree.
Gépek
A játékos haszongépeket vásárolhat a piacon, amikkel szántani, vetni és aratni sokkal hatékonyabb. Jelenleg traktort (szántáshoz), vetőgépet és kombájnt lehet vásárolni. A gépekkel való munka hatékonyabb, mert egyszerre négy egységnyi földet lehet megművelni egy helyett. Amikor a gép működtetéséhez szükséges üzemanyag elfogy, a játékos várhat, hogy automatikusan feltöltődjön az üzemanyagtank, vagy vásárolhat dollárért.
Ajándékok
A játékosok egymásnak ingyenes ajándékokat küldhetnek.
Néhány állat vagy növény (és egyéb tárgyak) csak ajándékozás útján kapható. Amint a játékos feljebb jut a játék-szinteken, újabb és újabb ajándékozható tárgyak kerülnek be a listába.
Díjak (szalagok)
A játékosok díjakat nyerhetnek (sárga, fehér, piros és kék) az erőfeszítéseikkel, így például meghatározott termésmennyiség betakarításával, vagy meghatározott mennyiségű dekorációs tárgy elhelyezésével. Minden elnyert díjjal jár bizonyos mennyiségű bónusz érme és időnként dekorációs tárgy.
Egy díj, amit nemrég töröltek a játékból arra buzdította a játékosokat, hogy fotózzák a szomszédaik farmját. Mégsem követte nyomon a fotózott farmokat. A díjat 2009. szeptemberben távolították el a fejlesztők, bejelentés nélkül.

## Vita
A FarmVille virtuális pénzzel jutalmazta azon játékosait, akik feliratkoznak bizonyos szponzorai oldalaira, így például virtuális pénzt kapott az a játékos, aki a Netflix internetes oldalán regisztrált. Ennek következtében a játék üzemeltetőjét azzal vádolták, hogy átveri a játékosokat a megtévesztő ajánlatokkal, például hamis IQ-tesztet vagy kérdőíveket töltet ki, miközben az óvatlan játékos nem létező szolgáltatást vesz igénybe, amely később megnövelte a telefonszámláját.
2009. november 9-én (hétfő), Mark (a Zynga vezetője) egy videoüzenetben a következővel kérkedett az üzleti taktikáikat illetően: (Fordítás angolról: „Elkövettem minden rémes dolgot a játékkönyv összeállításakor az azonnali bevétel elérése érdekében. Mármint, például pókerzsetont adtunk a játékosoknak, ha letöltötték ezt a zwinky eszköztárat, ami olyan volt, hogy… nem is tudom, egyszer letöltöttem és többé nem bírtam megszabadulni tőle.”)
Michael Arrington, a TechCrunch vezetője a Facebookot hibáztatta, amiért engedi a Zynga FarmVille játékának, hogy folytassa ezeket az üzleti trükköket a sok pénz érdekében, amit ezekkel a lead-ekkel termelnek, és amit később visszaforgatnak a Facebook hálózatába.
A negatív sajtóvisszhangra válaszképpen a Zynga ideiglenesen eltávolította az összes virtuálispénz-ajánlatát 2009. november 8-án, ami után virtuális többletpénzt csak akkor szerezhetett egy játékos, ha online fizetéssel vált magának. Az említett üzleti praktikák miatt a Zynga várhatóan bírósági perrel számolhat. Ezen perek kimeneteléről további információkkal nem rendelkezünk, de az bizonyos, hogy 2010 végén ismét visszatértek a virtuálispénz-ajánlatok a játékba, bár azok többnyire csak amerikai IP-címekről voltak elérhetők, és az Egyesült Államok területén kívül közvetlenül nem, csak affiliate oldalakon keresztül voltak elérhetők.

## Fordítás
- Ez a szócikk részben vagy egészben  a   FarmVille című angol nyelvű Wikipédia-szócikk fordításán alapul.  Az eredeti cikk szerkesztőit annak laptörténete sorolja fel. Ez a jelzés csupán a megfogalmazás eredetét és a szerzői jogokat jelzi, nem szolgál a cikkben szereplő információk forrásmegjelöléseként.
- Ez a szócikk részben vagy egészben  a   FarmVille című olasz nyelvű Wikipédia-szócikk fordításán alapul.  Az eredeti cikk szerkesztőit annak laptörténete sorolja fel. Ez a jelzés csupán a megfogalmazás eredetét és a szerzői jogokat jelzi, nem szolgál a cikkben szereplő információk forrásmegjelöléseként.